# /dev/zero
/dev/zero在类UNIX系统中是一个特殊的设备文件。/dev/zero在被读取时会提供无限的空字符（ASCII NUL, 0x00）。它的典型用法包括用它提供的字符流来覆盖信息，以及产生一个特定大小的空白文件。BSD就是通过mmap把/dev/zero映射到虚地址空间实现共享内存的。使用mmap将/dev/zero映射到一个虚拟的内存空间，这个操作的效果等同于使用一段匿名的内存（没有和任何文件相关）。
下面的方法可以用于清空sda1分区的数据：
```
# 請不要執行以下指令，除非你試圖清除目標分割區上的所有資料!

dd
 
if
=
/dev/zero
 
of
=
/dev/sda1

```

创建一个名为foobar、大小为1 MiB的文件，以ASCII码为“0”的字符填充：
```
 
dd
 
if
=
/dev/zero
 
of
=
foobar
 
count
=
1024
 
bs
=
1024

```

与/dev/null类似，/dev/zero也可以作为一个数据源或数据池，所有写往/dev/zero将返回成功，没有其他影响，/dev/null也是一样，但是作为数据池更常用。所有对/dev/zero的读操作，将返回请求数目的“NUL”字节。